# آلفا (ویرجینیا)
آلفا (به انگلیسی: Alpha) یک منطقهٔ مسکونی در ایالات متحده آمریکا است که در ویرجینیا واقع شده است. آلفا ۱۸۲٫۸۸ متر بالاتر از سطح دریا قرار دارد.